# Sulla letteratura
Sulla letteratura è una raccolta di saggi di Umberto Eco pubblicata nel 2002. La maggior parte dei testi sono stati scritti tra il 1990 e il 2002; fanno eccezione Le sporcizie della forma, scritto originariamente nel 1954, e Il mito americano di tre generazioni antiamericane del 1980. I saggi, composti per occasioni diverse (conferenze, incontri, prefazioni di libri, ricorrenze), sono accomunati dal fatto che trattano di svariati argomenti di letteratura.

## Contenuto
Il libro contiene 18 saggi:
- Su alcune funzioni della letteratura
- Lettura del Paradiso
- Sullo stile del Manifesto
- Le brume del Valois
- Wilde. Paradosso e aforisma
- A portrait of the artist as a bachelor
- Tra La Mancha e Babele
- Borges e la mia angoscia dell'influenza
- Su Camporesi: sangue corpo, vita
- Sul simbolo
- Sullo stile
- Les sémaphores sous la pluie
- Le sporcizie della forma
- Ironia intertestuale e livelli di lettura
- La Poetica e noi
- Il mito americano di tre generazioni antiamericane
- La forza del falso
- Come scrivo

## Edizioni
- Umberto Eco, Sulla letteratura, Bompiani, 2002.